# Đội tuyển bóng chuyền nam quốc gia Pháp
Đội tuyển bóng chuyền nam quốc gia Pháp là đội bóng đại diện cho Pháp tại các cuộc thi tranh giải và trận đấu giao hữu bóng chuyền nam ở phạm vi quốc tế. Năm 2015, đội tuyển liên tiếp dành huy chương vàng tại giải Vô địch châu Âu (European Championship) và giải World League thường niên.

## Đội hình

### Huấn luyện viên

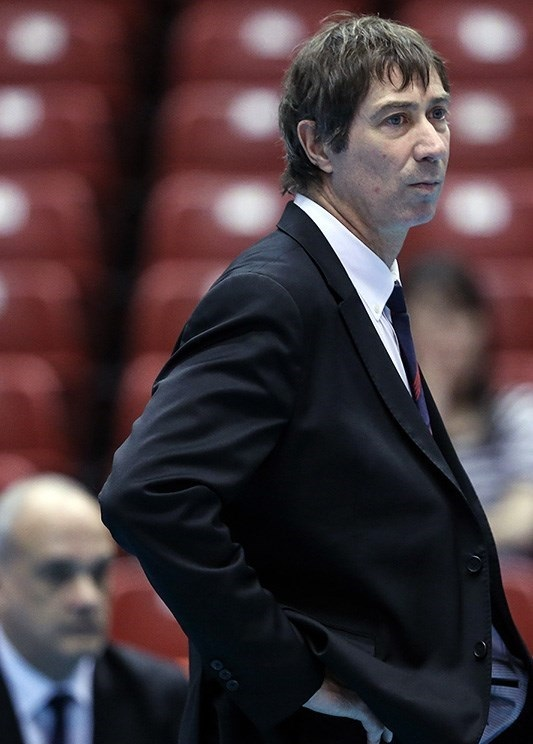
Laurent Tillie- Huấn luyện viên hiện tại của đội

- 1938–1946:  Plaswick
- 1946–1947:  René Verdier
- 1947–1965:  Marcel Mathor
- 1965-1965:  Nagasaki
- 1965–1968:  Nicolae Sotir
- 1968–1970:  Georges Derose
- 1970–1979:  Roger Schmitt
- 1979–1983:  Jean-Marc Buchel
- 1983-1983:  Georges Komatov
- 1983–1984:  Éric Daniel
- 1984–1985:  Jean-Marc Buchel
- 1985–1988:  Éric Daniel
- 1988–1992:  Gérard Castan
- 1993–1994:  Jean-Marie Fabiani
- 1994–1995:  Jean-Michel Roche
- 1995-1995:  Gérard Castan
- 1995–1999:  Vladimir Kondra
- 1999–2000:  Pierre Laborie
- 2001–2012:  Philippe Blain
- 2012–:  Laurent Tillie

### Đội hình hiện tại
Dưới đây là danh sách các thành viên đội tuyển nam quốc gia Pháp tham dự giải World League 2017.
Huấn luyện viên chính: Laurent Tillie
| Stt. | Tên                   | Ngày sinh            | Chiều cao           | Cân nặng        | Nhảy đập        | Nhảy chắn       | Câu lạc bộ năm 2016–17 |
| ---- | --------------------- | -------------------- | ------------------- | --------------- | --------------- | --------------- | ---------------------- |
| 1    | Jonas Aguenier        | 28 tháng 4 năm 1992  | 2,02 m (6 ft 8 in)  | 92 kg (203 lb)  | 340 cm (130 in) | 310 cm (120 in) | Chaumont 52            |
| 2    | Jenia Grebennikov (L) | 13 tháng 8 năm 1990  | 1,88 m (6 ft 2 in)  | 85 kg (187 lb)  | 345 cm (136 in) | 330 cm (130 in) | Cucine Lube Civitanova |
| 4    | Jean Patry            | 27 tháng 12 năm 1996 | 2,08 m (6 ft 10 in) | 94 kg (207 lb)  | 337 cm (133 in) | 314 cm (124 in) | Montpellier UC         |
| 5    | Trévor Clévenot       | 28 tháng 6 năm 1994  | 2,00 m (6 ft 7 in)  | 89 kg (196 lb)  | 335 cm (132 in) | 316 cm (124 in) | LRP Piacenza           |
| 6    | Benjamin Toniutti (C) | 30 tháng 10 năm 1989 | 1,84 m (6 ft 0 in)  | 73 kg (161 lb)  | 320 cm (130 in) | 300 cm (120 in) | ZAKSA Kędzierzyn-Koźle |
| 8    | Julien Lyneel         | 15 tháng 4 năm 1990  | 1,92 m (6 ft 4 in)  | 87 kg (192 lb)  | 345 cm (136 in) | 325 cm (128 in) | Bunge Ravenna          |
| 9    | Earvin N'Gapeth       | 12 tháng 2 năm 1991  | 1,95 m (6 ft 5 in)  | 101 kg (223 lb) | 358 cm (141 in) | 327 cm (129 in) | Azimut Modena          |
| 10   | Kévin Le Roux         | 11 tháng 5 năm 1989  | 2,10 m (6 ft 11 in) | 98 kg (216 lb)  | 365 cm (144 in) | 345 cm (136 in) | Azimut Modena          |
| 11   | Antoine Brizard       | 22 tháng 5 năm 1994  | 1,94 m (6 ft 4 in)  | 96 kg (212 lb)  | 340 cm (130 in) | 310 cm (120 in) | Spacer's Toulouse      |
| 12   | Stéphen Boyer         | 10 tháng 4 năm 1996  | 1,97 m (6 ft 6 in)  | 85 kg (187 lb)  | 335 cm (132 in) | 314 cm (124 in) | Chaumont 52            |
| 13   | Pierre Pujol          | 13 tháng 7 năm 1984  | 1,86 m (6 ft 1 in)  | 90 kg (200 lb)  | 335 cm (132 in) | 315 cm (124 in) | Cannes                 |
| 14   | Nicolas Le Goff       | 15 tháng 2 năm 1992  | 2,08 m (6 ft 10 in) | 115 kg (254 lb) | 365 cm (144 in) | 328 cm (129 in) | İstanbul BBSK          |
| 15   | Horacio d'Almeida     | 11 tháng 6 năm 1988  | 2,02 m (6 ft 8 in)  | 109 kg (240 lb) | 355 cm (140 in) | 330 cm (130 in) | Cannes                 |
| 16   | Daryl Bultor          | 17 tháng 11 năm 1995 | 2,02 m (6 ft 8 in)  | 94 kg (207 lb)  | 342 cm (135 in) | 317 cm (125 in) | Montpellier UC         |
| 17   | Guillaume Quesque     | 29 tháng 4 năm 1989  | 2,03 m (6 ft 8 in)  | 92 kg (203 lb)  | 350 cm (140 in) | 325 cm (128 in) | Fenerbahçe             |
| 18   | Thibault Rossard      | 28 tháng 8 năm 1993  | 1,94 m (6 ft 4 in)  | 85 kg (187 lb)  | 350 cm (140 in) | 320 cm (130 in) | Asseco Resovia Rzeszów |
| 20   | Nicolas Rossard (L)   | 23 tháng 5 năm 1990  | 1,83 m (6 ft 0 in)  | 65 kg (143 lb)  | 315 cm (124 in) | 305 cm (120 in) | Spacer's Toulouse      |
| 21   | Barthélémy Chinenyeze | 28 tháng 2 năm 1998  | 2,02 m (6 ft 8 in)  | 81 kg (179 lb)  | 357 cm (141 in) | 332 cm (131 in) | Spacer's Toulouse      |

## Nhà tài trợ
Các nhà tài trợ cho đội tuyển bao gồm: Generali, Gerflor, Molten, Zamst, Moneaucristaline, Veinoplus, Appartcity, Française des Jeux và Pointp-tp.